# Tony Parker
William Anthony Parker II (Brugge, 17 mei 1982) is een voormalig basketballer, de tweede Fransman die in de NBA speelde. Hij maakte ook deel uit van het Frans nationaal basketbalteam.

## Jeugd
Parker groeide op in Frankrijk, hoewel hij in Brugge in België geboren is. Zijn vader, Tony Parker Senior, was een Afrikaans-Amerikaans basketbalspeler en zijn moeder, Pamela Firestone, een Nederlands model. Hij heeft twee jongere broers, T.J. en Pierre, die ook basketbal spelen. Parkers moeder kwam uit de sportieve Amsterdamse familie Wienese. Haar moeder is de Nederlandse tenniskampioen Jetty Wienese en Jetty's broer Jan Wienese won voor Nederland de eerste olympische gouden medaille in de skiff (Mexico City, 1968). Parkers volle achterneef Michiel Wienese won op twee officieuze Olympische spelen voor Masters (2020, 2024) een gouden medaille en ziet in zijn medailles de kracht die neef Parker hem gaf: 'Durer, c'est ce qui fait la difference entre les bons et les legendes'. Oftewel: op lange termijn blijven alleen legendes over. 
TP9, Tony Parker neuf, het rugnummer waar Tony altijd mee wilde spelen, is een begrip geworden in het Franse basketbal. 

## Carrière
Voor hij in de NBA speelde, was Parker twee jaar actief in de hoogste Franse basketballiga (van 1999 tot 2001) voor Paris Basket Racing. Parker werd in de NBA-draft van 2001 in de eerste ronde gekozen door de San Antonio Spurs, als 28e. Op 30 november 2001 speelde hij zijn eerste wedstrijd, toen de jongste speler ooit bij de Spurs, op een leeftijd van 19 jaar, zes maanden en 13 dagen. Parker hielp zijn team aan de overwinning in de NBA-finale van 2003, waarin zij de New Jersey Nets met een 4-2-serie versloegen. De Spurs wonnen de titel opnieuw in 2005, toen ze het moesten opnemen tegen de voormalige kampioenen, de Detroit Pistons. In 2007 haalden de Spurs nog een titel na een 4-0-overwinning op de Cleveland Cavaliers. Parker werd de eerste Europeaan die tot MVP werd verkozen, in de play-offs van dat jaar. In 2014 hielp Parker de Spurs de titel te behalen in de finals tegen Miami Heat.
Met het Franse nationale team werd Parker in 2011 vice-Europees kampioen. In de finale van Eurobasket 2011 verloor Frankrijk van Spanje met 98-85. Parkers gemiddelde van 22,1 punten per match was het beste van het toernooi. In 2012 maakte Parker onderdeel uit van het Franse basketbalteam op de Olympische Spelen in Londen.
In juni 2019 beëindigde hij zijn basketbalcarrière. Parker bleef wel actief als voorzitter en meerderheidsaandeelhouder van de Franse eredivisieclubs LDLC ASVEL voor heren en LDLC ASVEL féminin voor dames uit Lyon.

## Erelijst

### Clubverband
- NBA-kampioen: 2003, 2005, 2007, 2014
- NBA Finale MVP: 2007
- NBA All-Star: 2006, 2007, 2009, 2012, 2013
- All-NBA Second Team: 2012, 2013, 2014
- All-NBA Third Team: 2009
- NBA All-Rookie First Team: 2002
- Nummer 9 teruggetrokken door de San Antonio Spurs

### Internationaal
- Europees kampioenschap:  (2013),  (2011),  (2005, 2015)
- FIBA EuroBasket MVP: 2013
- FIBA Europe Player of the Year: 2013, 2014
- Euroscar European Player of the Year Award: 2007, 2013
- Eurobasket topschutter: 2011, 2013

## Persoonlijk
Tony Parker trouwde op 7 juli 2007 in het Franse Chateau de Vaux-le-Vicomte met Desperate Housewives-actrice Eva Longoria. In november 2010 maakte het stel bekend te gaan scheiden.
Hij heeft samen met de Franse producenten van Sound Scientists een Franstalig album uitgebracht. De eerste single, Top of the Game featuring Booba en Fabolous, verscheen in maart 2007. 
Parker investeert daarnaast in racepaarden.
Tony Parker had een cameo in de Franse film Asterix en de Olympische Spelen. Hierin speelde hij een Romeinse basketter die Tekenis ambeteerde met zijn baskettrucs.

## Statistieken

### Regulier seizoen
| Seizoen  | Team              | WG   | WS   | MPW  | 2P%  | 3P%  | FW%   | RPW | APW | SPW | BPW | PPW  |
| -------- | ----------------- | ---- | ---- | ---- | ---- | ---- | ----- | --- | --- | --- | --- | ---- |
| 2001/02  | San Antonio Spurs | 77   | 72   | 29,4 | 41,9 | 32,3 | 67,5  | 2,6 | 4,3 | 1,2 | 0,1 | 9,2  |
| 2002/03  | San Antonio Spurs | 82   | 82   | 33,8 | 46,4 | 33,7 | 75,5  | 2,6 | 5,3 | 0,9 | 0,1 | 15,5 |
| 2003/04  | San Antonio Spurs | 75   | 75   | 34,4 | 44,7 | 31,2 | 70,2  | 3,2 | 5,5 | 0,8 | 0,0 | 14,7 |
| 2004/05  | San Antonio Spurs | 80   | 80   | 34,2 | 48,2 | 27,6 | 65,0  | 3,7 | 6,1 | 1,2 | 0,1 | 16,6 |
| 2005/06  | San Antonio Spurs | 80   | 80   | 33,9 | 54,8 | 30,6 | 70,7  | 3,3 | 5,8 | 1,0 | 0,1 | 18,9 |
| 2006/07  | San Antonio Spurs | 77   | 77   | 32,5 | 52,0 | 39,5 | 78,3  | 3,2 | 5,5 | 1,1 | 0,1 | 18,6 |
| 2007/08  | San Antonio Spurs | 69   | 68   | 33,5 | 49,4 | 25,8 | 71,5  | 3,2 | 6,0 | 0,8 | 0,1 | 18,8 |
| 2008/09  | San Antonio Spurs | 72   | 71   | 34,1 | 50,6 | 29,2 | 78,2  | 3,1 | 6,9 | 0,9 | 0,1 | 22,0 |
| 2009/10  | San Antonio Spurs | 56   | 50   | 30,9 | 48,7 | 29,4 | 75,6  | 2,4 | 5,7 | 0,5 | 0,1 | 16,0 |
| 2010/11  | San Antonio Spurs | 78   | 78   | 32,4 | 51,9 | 35,7 | 76,9  | 3,1 | 6,6 | 1,2 | 0,0 | 17,5 |
| 2011/12  | San Antonio Spurs | 60   | 60   | 32,0 | 48,0 | 23,0 | 79,9  | 2,9 | 7,7 | 1,0 | 0,1 | 18,3 |
| 2012/13  | San Antonio Spurs | 66   | 66   | 32,9 | 52,2 | 35,3 | 84,5  | 3,0 | 7,6 | 0,8 | 0,1 | 20,3 |
| 2013/14  | San Antonio Spurs | 68   | 68   | 29,4 | 49,9 | 37,3 | 81,1  | 2,3 | 5,7 | 0,5 | 0,1 | 16,7 |
| 2014/15  | San Antonio Spurs | 68   | 68   | 28,7 | 48,6 | 42,7 | 78,3  | 1,9 | 4,9 | 0,6 | 0,0 | 14,4 |
| 2015/16  | San Antonio Spurs | 72   | 72   | 27,5 | 49,3 | 41,5 | 76,0  | 2,4 | 5,3 | 0,8 | 0,2 | 11,9 |
| 2016/17  | San Antonio Spurs | 63   | 63   | 25,2 | 46,6 | 33,3 | 72,6  | 1,8 | 4,5 | 0,5 | 0,0 | 10,1 |
| 2017/18  | San Antonio Spurs | 55   | 21   | 19,5 | 45,9 | 27,0 | 70,5  | 1,7 | 3,5 | 0,5 | 0,0 | 7,7  |
| 2018/19  | Charlotte Hornets | 56   | 0    | 17,9 | 46,0 | 25,5 | 73,4  | 1,5 | 3,7 | 0,4 | 0,1 | 9,5  |
| Carrière | Carrière          | 1254 | 1151 | 30,5 | 49,1 | 32,4 | 75,1  | 2,7 | 5,6 | 0,8 | 0,1 | 15,5 |
| All Star | All Star          | 6    | 0    | 18,3 | 52,2 | 16,7 | 100,0 | 1,8 | 4,7 | 0,8 | 0,1 | 8,8  |

### Play-offs
| Seizoen  | Team              | WG  | WS  | MPW  | 2P%  | 3P%  | FW%   | RPW | APW | SPW | BPW | PPW  |
| -------- | ----------------- | --- | --- | ---- | ---- | ---- | ----- | --- | --- | --- | --- | ---- |
| 2001/02  | San Antonio Spurs | 10  | 10  | 34,1 | 45,6 | 37,0 | 75,0  | 2,9 | 4,0 | 0,9 | 0,1 | 15,5 |
| 2002/03  | San Antonio Spurs | 24  | 24  | 33,9 | 40,3 | 26,8 | 71,3  | 2,8 | 3,5 | 0,9 | 0,1 | 14,7 |
| 2003/04  | San Antonio Spurs | 10  | 10  | 38,6 | 42,9 | 39,5 | 65,7  | 2,1 | 7,0 | 1,3 | 0,1 | 18,4 |
| 2004/05  | San Antonio Spurs | 23  | 23  | 37,3 | 45,4 | 18,8 | 63,2  | 2,9 | 4,3 | 0,7 | 0,1 | 17,2 |
| 2005/06  | San Antonio Spurs | 13  | 13  | 36,5 | 46,0 | 22,2 | 81,0  | 3,6 | 3,8 | 1,0 | 0,1 | 21,1 |
| 2006/07  | San Antonio Spurs | 20  | 20  | 37,6 | 48,0 | 33,3 | 67,9  | 3,4 | 5,8 | 1,1 | 0,0 | 20,8 |
| 2007/08  | San Antonio Spurs | 17  | 17  | 38,5 | 49,7 | 35,0 | 75,3  | 3,7 | 6,1 | 0,9 | 0,1 | 22,4 |
| 2008/09  | San Antonio Spurs | 5   | 5   | 36,2 | 54,6 | 21,4 | 71,0  | 4,2 | 6,8 | 1,2 | 0,2 | 28,6 |
| 2009/10  | San Antonio Spurs | 10  | 2   | 33,5 | 47,4 | 66,7 | 59,5  | 3,8 | 5,4 | 0,6 | 0,0 | 17,3 |
| 2010/11  | San Antonio Spurs | 6   | 6   | 36,8 | 46,2 | 12,5 | 75,6  | 2,7 | 5,2 | 1,3 | 0,3 | 19,7 |
| 2011/12  | San Antonio Spurs | 14  | 14  | 36,1 | 45,3 | 33,3 | 80,7  | 3,6 | 6,8 | 0,9 | 0,0 | 20,1 |
| 2012/13  | San Antonio Spurs | 21  | 21  | 36,4 | 45,8 | 35,5 | 77,7  | 3,2 | 7,0 | 1,1 | 0,1 | 20,6 |
| 2013/14  | San Antonio Spurs | 23  | 23  | 31,3 | 48,6 | 37,1 | 72,9  | 2,0 | 4,8 | 0,7 | 0,0 | 17,4 |
| 2014/15  | San Antonio Spurs | 7   | 7   | 30,0 | 36,3 | 0,0  | 58,8  | 3,3 | 3,6 | 0,3 | 0,0 | 10,9 |
| 2015/16  | San Antonio Spurs | 10  | 10  | 26,4 | 44,9 | 25,0 | 85,7  | 2,2 | 5,3 | 0,6 | 0,2 | 10,4 |
| 2016/17  | San Antonio Spurs | 8   | 8   | 26,4 | 52,6 | 57,9 | 100,0 | 2,5 | 3,1 | 0,5 | 0,0 | 15,9 |
| 2017/18  | San Antonio Spurs | 5   | 0   | 13,4 | 37,8 | 0,0  | 71,4  | 0,8 | 1,2 | 0,4 | 0,0 | 6,6  |
| Carrière | Carrière          | 226 | 213 | 34,3 | 46,1 | 30,9 | 73,1  | 2,9 | 5,1 | 0,9 | 0,1 | 17,9 |

3 Jackson · 
8 Smith · 
9 Parker · 
10 Claxton · 
12 Bowen · 
20 Ginóbili · 
21 Duncan · 
25 Kerr · 
31 Rose · 
35 Ferry · 
42 Willis · 
50 Robinson · 
Coach Popovich
2 Mohammed · 
3 Robinson · 
5 Horry · 
8 Nesterovič · 
9 Parker · 
12 Bowen · 
14 Udrih · 
17 Barry · 
20 Ginóbili · 
21 Duncan · 
23 Brown · 
34 Massenburg · 
Coach Popovich
2 Ely · 
4 Finley · 
5 Horry · 
7 Oberto · 
9 Parker · 
11 Vaughn · 
12 Bowen · 
14 Udrih · 
15 Bonner · 
16 Elson · 
17 Barry · 
20 Ginóbili · 
21 Duncan · 
33 White · 
45 Butler · 
Coach Popovich
2 Leonard ·
3 Belinelli ·
4 Green ·
5 Joseph ·
7 James ·
8 Mills ·
9 Parker ·
11 Ayres ·
15 Bonner ·
16 Baynes ·
20 Ginóbili ·
21 Duncan ·
22 Splitter ·
23 Daye ·
33 Diaw ·
Coach Popovich